# Liberaal Democratische Partij
De Liberaal Democratische Partij, afgekort LibDem, is een Nederlandse politieke partij van liberale signatuur, opgericht in augustus 2006.

## Standpunten
De beginselen van LibDem zijn neergelegd in de uitgangspunten en verder uitgewerkt in het manifest "Én liberaal én sociaal" (mei 2012). Daarin wordt betoogd dat vrijheid in de 21e eeuw inhoudt dat er zowel ruimte voor ondernemerschap moet zijn als een goed sociaal vangnet. De partij pleit voorts voor democratisering van de Europese Unie en voor een effectief, marktconform, milieubeleid.

## Geschiedenis
Voorafgaand aan de oprichting van de partij werd het Manifest 'Voor een Vrije Samenleving opgesteld', en op 12 augustus 2006 gepresenteerd in Nieuwspoort. Dit manifest is door meer dan 70 Nederlanders ondertekend, onder wie oud-leden en oud-politici van VVD en D66 en andere partijen. Het manifest roept op het vertrouwen in de politiek te herstellen door meer structurele oplossingen voor de lange termijn voor te stellen in plaats van te reageren op de waan van de dag.
De Liberaal Democratische Partij is onder die naam ingeschreven bij de Kiesraad. De partij nam deel aan de Tweede Kamerverkiezingen op 22 november 2006, maar behaalde niet genoeg stemmen voor een Kamerzetel.
In 2009 deed LibDem mee aan de Europese Parlementsverkiezingen van 2009, waarbij de partij drie speerpunten in haar programma had:
- democratie: "Europese kieslijsten, zodat wij weer grip op de macht hebben"
- economie: "alleen een Europese aanpak van de kredietcrisis is effectief"
- milieu: een groene markt

Met 0,2% van de stemmen haalde de partij niet genoeg stemmen voor een zetel. In het kader van deze verkiezingen publiceerde voorzitter Sammy van Tuyll van Serooskerken het boek: 'Europa kan anders'. In 2012 deed de partij met een lijst van 32 kandidaten mee aan de Tweede Kamerverkiezingen. Er werden niet genoeg stemmen behaald voor een zetel.
In 2014 deed de partij mee aan de verkiezing van het Europees Parlement met het verkiezingsprogramma 'Perspectief Europa'. De speerpunten daarbij waren:
- democratie: een deel van het Europees Parlement te laten kiezen via Europese kieslijsten, zodat je weet waarvoor en op wie je stemt.
- economie: er zijn in het kader van de te veel bevoegdheden aan Europa overgedragen; dit is niet nodig.
- milieu: een serieuze aanpak is urgent. LibDem doet dat door een marktconform beleid: het heffen van een uniforme en stijgende prijs op alle CO2-uitstoot uit fossiele brandstof.

Met 0,13% van de stemmen haalde de partij niet genoeg stemmen voor een zetel.

## Organisatie
De partijvoorzitter en lijsttrekker van LibDem is Sammy van Tuyll van Serooskerken. Bij de verkiezingen voor het Europees Parlement in juni 2004 was hij lijsttrekker van Democratisch Europa. De partij kent een landelijk bestuur en verschillende werkgroepen.